# 아쓰시오카노촌
아쓰시오카노촌(熱塩加納村)은 후쿠시마현 야마군에 있던 촌이다. 2006년 1월 4일 아쓰시오카노촌, 기타카타시 등 5개 시·정·촌이 합병하여 기타카타시가 신설되고 폐지되었다. 기타카타시의 합병 특례구 중 하나가 되었다.
유기농업의 고장으로서 또한 아쓰시오온천 및 닛추온천이 소재하고 있는 마을로 알려져 있다.

## 역사
- 1889년 4월 1일 - 정촌제 시행에 의해 아쓰시오촌, 가노촌이 성립하였다.
- 1938년 - 닛추선이 기타카타역으로부터 오쓰시오역까지 개통되어 현재의 촌역에는 아이즈카노역
- 1954년 3월 31일 - 아쓰시오촌, 가노촌 등 2개 촌 및 아사쿠라촌의 일부가 합병하여 아쓰시오카노촌이 신설되었다.
- 1984년 - 닛추선이 전노선을 폐지해, 버스노선으로 전환되었다.
- 2006년 1월 4일 아쓰시오카노촌 및 기타카타시, 시오카와정, 야마토정, 다카사토촌 등 5개 시·정·촌이 합병하여 기타카타시가 신설되고, 아쓰시오카노촌 등은 폐지되었다.

## 교통

### 도로
- 국도 121호선